# Lucjan Pawłowski
Lucjan Jan Pawłowski (ur. 10 lipca 1946 w Dąbrowie-Nowej Wsi) – polski profesor nauk technicznych, chemik. Specjalizuje się w zagadnieniach z zakresu inżynierii i ochrony środowiska. Członek korespondent Polskiej Akademii Nauk od 2010 roku.

## Życiorys
Absolwent Liceum Ogólnokształcącego im. Króla Kazimierza Jagiellończyka w Wysokiem Mazowieckiem (rocznik 1960, obecnie Zespół Szkół Ogólnokształcących i Policealnych). Dziewięć lat później ukończył studia chemiczne na Uniwersytecie Marii Curie-Skłodowskiej w Lublinie. Doktoryzował się na Wydziale Inżynierii Środowiska Politechniki Wrocławskiej, na tej samej uczelni uzyskał również habilitację.
Wykładowca w Instytucie Inżynierii Ochrony Środowiska na Wydziale Inżynierii Środowiska Politechniki Lubelskiej. Zastępca przewodniczącego Rady Kuratorów Wydziału IV Nauk Technicznych PAN, pracował w zespołach eksperckich Ministerstwa Nauki i Szkolnictwa Wyższego. Przez rok był doradcą Lecha Wałęsy. Pełnił funkcję Przewodniczącego Rady Naukowej Instytutu Podstaw Inżynierii Środowiska PAN oraz Wiceprzewodniczącego Rady Głównej Nauki i Szkolnictwa Wyższego. Członek Polskiej Akademii Nauk, Europejskiej Akademii Nauk i Sztuk Pięknych w Salzburgu, Akademii Inżynierskiej w Polsce oraz Towarzystwa Naukowego Lubelskiego.
Uchwałą senatu Politechniki Lubelskiej z dnia 23 czerwca 2016 roku otrzymał tytuł Honorowego Profesora tej politechniki za wkład w dzieło tworzenia i rozwoju Wydziału Inżynierii Środowiska Politechniki Lubelskiej oraz wybitne osiągnięcia naukowe, organizacyjne i dydaktyczne.

## Wybrane prace naukowe
Współautor następujących artykułów i prac naukowych:
- Removal of ammonia from air by fibrous ion exchangers[9],
- The application of spent ion exchangers as fertilizer carriers in restoration of degraded soils[10],
- Influence of the Addition of Solidifying  Materials on the Heavy Metals  Immobilization in Sewage Sludge[11],
- Zrównoważony rozwój we współczesnej cywilizacji. Część 1: Środowisko a zrównoważony rozwój[12].

Autor podręcznika do chemii środowiska. Opatentował m.in. sposób odzyskiwania cyny i ołowiu ze szlamów cynowo-ołowiowych, urządzenie do usuwania siarkowodoru z biogazu oraz urządzenie podające odpady do obrotowych pieców cementowych.

## Odznaczenia i wyróżnienia
Uhonorowany m.in.:
- Nagrodami Ministra Szkolnictwa Wyższego i Techniki (dwukrotnie – 1980, 1987)
- Nagrodami Ministra Środowiska (dwukrotnie – 1986, 1998)
- Srebrnym Krzyżem Zasługi (1979)
- Krzyżem Kawalerskim Orderu Odrodzenia Polski (1990)
- Medalem Komisji Edukacji Narodowej (1993)
- Złotą Odznaką Ministra Kultury za Wkład do Rozwoju Kultury (1996)
- Medalem za Zasługi w Rozwoju Województwa Lubelskiego (1997)
- Medalem Prezesa Rady Ministrów za Zasługi dla Wynalazczości (2005)
- Medalem Paula Sabatiera (1983)
- Medalem Uniwersytetu Katolickiego w Leuven (1985)
- Brązowym Medalem za Zasługi dla Obronności Kraju (2007)
- Odznaką Honorową Ministra Środowiska za Zasługi dla Ochrony Środowiska i Gospodarki Wodnej (2009)
- Godnością Profesora Honorowego Chińskiej Akademii Nauk (1997)